# Cheverny
Cheverny là một xã trong tỉnh Loir-et-Cher, thuộc vùng hành chính Centre-Val de Loire của nước Pháp, có dân số là 986 người (thời điểm 1999). Xã nằm khoảng 10 km về phía đông nam của Blois và cách lâu đài Chambord khoảng 15 km. Nằm trong Cheverny là lâu đài Cheverny nổi tiếng.